# Monastyr Świętego Tadeusza
Monastyr Świętego Tadeusza (orm. Սուրբ Թադէոսի վանք, Surp Tadesi wank; pers. کلیسای تادئوس مقدس, Kelisa-je Tade'us-e Moghaddas), także Czarny Kościół – ormiański monastyr położony niedaleko miasta Sija Czeszme w Iranie. Jego patronem jest św. Juda Tadeusz Apostoł. Ze względu na trzęsienia ziemi, wielokrotnie był odbudowywany. Jego teraźniejsza forma architektoniczna pochodzi z 1811 roku, gdy w jego odbudowie z pomocą przyszedł Abbas Mirza.
Corocznie klasztor odwiedza pielgrzymka wiernych Apostolskiego Kościoła Ormiańskiego.